# Wolfgang von Unger
Ludwig Otto Wilhelm Wolfgang von Unger (* 17. Dezember 1855 in Detmold; † 18. Dezember 1927 in Charlottenburg) war ein preußischer General der Kavallerie und Militärschriftsteller.

## Leben

### Herkunft
Er war der Sohn von Fritz von Unger (1817–1893) und dessen Ehefrau Berta, geborene von Eberhardt (1825–1905). Sein Vater war preußischer Premierleutnant a. D. und Landstallmeister.

### Militärkarriere
Unger absolvierte das Gymnasium in seiner Heimatstadt und besuchte die Kadettenhäuser in Bensberg sowie in Berlin. Am 19. April 1873 wurde er als Sekondeleutnant dem Oldenburgischen Dragoner-Regiment Nr. 19 überwiesen. Von Oktober 1880 bis Juli 1883 absolvierte Unger die Kriegsakademie, wurde Premierleutnant und als solcher Anfang Mai 1884 für ein Jahr zum Großen Generalstab kommandiert. Am 3. März 1887 hierher versetzt, folgte am 22. März seine Beförderung zum Hauptmann. Nach weiteren Generalstabsverwendungen war Unger vom 22. März 1891 bis 28. März 1892 Eskadronchef im Neumärkischen Dragoner-Regiment Nr. 3. Im Anschluss daran kam er in den Generalstab der 13. Division und wurde am 31. Mai 1892 Major. Unter Stellung à la suite des Generalstabes folgte am 25. Juni 1893 seine Ernennung zum Ersten Adjutant des Chefs des Generalstabes der Armee, Alfred von Schlieffen. Von diesem Kommando am 9. September 1897 entbunden, wurde Unger mit der Führung des Badischen Dragoner-Regiments Nr. 20 beauftragt. Vom 18. August 1898 bis 17. Oktober 1900 fungierte er als Kommandeur dieses Regiments, wurde zwischenzeitlich am 27. Januar 1899 Oberstleutnant und anschließend Chef des Generalstabes des XIII. (Königlich Württembergisches) Armee-Korps. Noch als Oberst erhielt er dann am 27. Januar 1903 das Kommando über die 20. Kavallerie-Brigade und wurde am 27. Januar 1905 Generalmajor. Zeitgleich mit seiner Beförderung zum Generalleutnant am 18. Februar 1908 folgte seine Ernennung zum Kommandeur der 3. Division in Stettin. Unter Verleihung des Sterns zum Roten Adlerordens II. Klasse mit Eichenlaub wurde Unger am 20. Januar 1910 mit Pension zur Disposition gestellt.
Mit Ausbruch des Ersten Weltkrieges wurde Unger reaktiviert und zum Kommandeur der neuaufgestellten 14. Reserve-Division ernannt. Mit dem Großverband beteiligte er sich am Einmarsch in das neutrale Belgien und wirkte bei der Eroberung von Namur mit. Nach der Belagerung und der Einnahme von Maubeuge trat seine Division an der Aisne Mitte September 1914 in den Stellungskrieg über. Am 28. Januar 1915 übergab er das Kommando an seinen Nachfolger Generalleutnant Ernst Wagner. Erst am 17. September 1915 erhielt er mit der Ernennung zum Etappeninspekteur der 4. Armee in Gent eine neue Verwendung. Unter Verleihung des Kronenordens I. Klasse mit Schwertern wurde seine Mobilmachungsbestimmung schließlich am 4. Februar 1917 aufgehoben.

### Familie
Unger hatte sich am 16. Oktober 1884 in Oldenburg mit Alexandra Edle von Grün (1855–1933) verheiratet. Aus der Ehe gingen folgende Kinder hervor:
- Friedrich (1885–1972), deutscher Generalmajor
- Karl (* 1890), Hauptmann im Generalstab
- Job Wolf (1894–1914), gefallen als Leutnant im Garde-Grenadier-Regiment Nr. 4

### Schriften
- Meister der Reitkunst. Velhagen & Klasing, Bielefeld 1926.